# Harry Isaacs
Harry Isaacs (Johannesburg, 26 gennaio 1908 – Johannesburg, 13 settembre 1961) è stato un pugile sudafricano.

## Palmarès

### Olimpiadi
- Bronzo a Amsterdam 1928 nei pesi gallo.